# Diablo (Washington)
Diablo az Amerikai Egyesült Államok északnyugati részén, Washington állam Whatcom megyéjében elhelyezkedő önkormányzat nélküli település.
A települést a Seattle közvilágításáért felelős szolgáltató alapította.

## Fordítás
- Ez a szócikk részben vagy egészben  a   Diablo, Washington című angol Wikipédia-szócikk ezen változatának fordításán alapul.  Az eredeti cikk szerkesztőit annak laptörténete sorolja fel. Ez a jelzés csupán a megfogalmazás eredetét és a szerzői jogokat jelzi, nem szolgál a cikkben szereplő információk forrásmegjelöléseként.